# Hermann Rorschach
Hermann Rorschach (ur. 8 listopada 1884 w Zurychu, zm. 2 kwietnia 1922 w Herisau) – szwajcarski psychiatra i psychoanalityk. Twórca testu plam atramentowych Rorschacha stosowanego dla celów klinicznych w psychopatologii diagnostycznej.

## Życiorys
Początkowo chciał poświęcić się sztukom pięknym, ostatecznie zdecydował się jednak na medycynę i przez wiele lat prowadził badania z zakresu psychoanalizy. Był orędownikiem nowatorskich wówczas technik psychoanalitycznych w kręgach medycznych Szwajcarii. W roku 1919 został wiceprezesem Szwajcarskiego Towarzystwa Psychoanalitycznego. Jego najważniejsze dzieło, Psychodiagnostyka, ukazało się w 1921 roku. Zmarł w wieku 37 lat w wyniku powikłań po wycięciu wyrostka robaczkowego.
W roku 1917 Rorschach zainteresował się pracami Szymona Hensa, który badał wyobraźnię swoich pacjentów, stosując do tego karty z atramentowymi plamami. Rok później zaczął prowadzić własne doświadczenia przy użyciu 15 przypadkowych kleksów atramentu. Utrzymywał, że własne wypowiedzi pacjentów pozwalają mu zdobyć informacje dotyczące zdolności postrzegania, inteligencji oraz spektrum emocjonalnego badanych.
Test Rorschacha opiera się na ludzkiej skłonności do reagowania na różnorodne bodźce – w tym przypadku widok plamy atramentowej – poprzez interpretacje i odczucia. Właściwie przygotowany obserwator jest podobno w stanie ustalić nieuświadomione lub skrywane cechy charakteru i odruchy badanego. Rorschach ogłosił wyniki swoich badań na 300 pacjentach psychiatrycznych i 100 osobach zdrowych w Psychodiagnostyce. Opracowane przez niego narzędzia są od tamtej pory szeroko stosowane w ocenie i diagnozie psychologicznej.
Nie ustają kontrowersje na temat testu plam atramentowych Rorschacha. Jego zwolennicy utrzymują, że jest stosunkowo wartościowym narzędziem badawczym, umożliwiającym głęboką ocenę osobowości badanego. Przeciwnicy natomiast zwracają uwagę na jego zawodność.